# Manská soustava
Manská soustava byl středověký systém územních a organizačních jednotek vázaných na hrady. Jednotlivá území byla vlastníkem dědičně propůjčována osobám (manům), kteří mu zato byli vázáni službami vojenské a hospodářské povahy. Manové spolu s pozemky získali i jistá právní, soudní a ekonomická privilegia.
Podle povahy žádaných protislužeb se rozlišuje manství ušlechtilé (manové museli poskytovat vojenské protislužby) a manství robotné (manové museli pomáhat s provozem hradu nebo údržbou panství). Mezi robotné many na Křivoklátě patřili lidé, jejichž povinností bylo chytat zpěvné ptactvo nebo zajišťovat seno pro královský prevét.
Manský systém byl v českých zemích poprvé použit asi na statcích Bruna ze Schauenburgu a bývá spojován s příchodem německého práva. Historické bádání však nedokázalo počátky manské soustavy v Čechách a na Moravě zatím uspokojivě objasnit.
Vzhledem k nedostatku písemných pramenů je poznání manského systému neucelené. K nejlépe poznaným patří manské systémy hradů Karlštejn, Křivoklát a některých hradů ve východních Čechách (Náchod, Trutnov). Manské systémy mohly mít i menší šlechtické hrady. Například ke hradu Nový Žeberk patřila manství v Kundraticích, Kyjicích, Újezdě, Boleboři a Bernově.